# Álvaro Bautista
Álvaro Bautista Arce (Talavera de la Reina, 21 de Novembro de 1984) é um motociclista espanhol que disputa a WSBK ou WorldSBK (Campeonato Mundial de SuperBike) desde 2019. Ele foi o campeão da temporada de 2022. Bautista também atuou na MotoGP entre os anos de 2010 e 2018. 

## Carreira
Começou a pilotar em 2002, foi campeão da categoria 125cc com 8 vitórias em 2006.